# Dimostrazione della trascendenza di e
La prima dimostrazione della trascendenza di e sul campo dei numeri razionali {\displaystyle \mathbb {Q} } fu completata nel 1873 ad opera di Charles Hermite. Successivamente David Hilbert (1862–1943) ne fornì una versione semplificata.

## La dimostrazione di Hilbert
Supponiamo per assurdo che {\displaystyle {\text{e}}} sia un numero algebrico e cioè che esista un insieme finito di coefficienti razionali non nulli {\displaystyle c_{0},c_{1},\ldots ,c_{n}} che soddisfano l'equazione
{\displaystyle c_{0}+c_{1}{\text{e}}+c_{2}{\text{e}}^{2}+\cdots +c_{n}{\text{e}}^{n}=0.}
A meno di moltiplicare per il denominatore comune dei coefficienti, non è restrittivo supporre che tali coefficienti siano interi. Si può inoltre supporre che {\displaystyle n} sia il minimo intero per cui esistano dei tali coefficienti.
Per ogni coppia di interi {\displaystyle k} e {\displaystyle l}, siano {\displaystyle G} e {\displaystyle H} le funzioni definite da
{\displaystyle G(k,l):=\int _{l}^{+\infty }x^{k}[(x-1)(x-2)\cdots (x-n)]^{k+1}{\text{e}}^{-x}\,{\text{d}}x,}
{\displaystyle H(k,l):=\int _{0}^{l}x^{k}[(x-1)(x-2)\cdots (x-n)]^{k+1}{\text{e}}^{-x}\,{\text{d}}x.}
Per ogni {\displaystyle k} consideriamo l'equazione ottenuta moltiplicando per {\displaystyle G(k,0)} ambo i membri dell'equazione
{\displaystyle c_{0}+c_{1}{\text{e}}+c_{2}{\text{e}}^{2}+\cdots +c_{n}{\text{e}}^{n}=0}
in modo da ottenere
{\displaystyle G(k,0)(c_{0}+c_{1}{\text{e}}+c_{2}{\text{e}}^{2}+\cdots +c_{n}{\text{e}}^{n})=0.}
Dalla definizione di {\displaystyle G} e {\displaystyle H} discende che {\displaystyle G(k,0)=G(k,l)+H(k,l)} per ogni coppia di interi {\displaystyle k}, {\displaystyle l} e dunque l'equazione precedente può anche essere scritta nella forma
{\displaystyle P_{1}(k)+P_{2}(k)=0}
dove
{\displaystyle P_{1}(k)=c_{0}G(k,0)+c_{1}{\text{e}}G(k,1)+c_{2}{\text{e}}^{2}G(k,2)+\cdots +c_{n}{\text{e}}^{n}G(k,n)}
{\displaystyle P_{2}(k)=c_{1}{\text{e}}H(k,1)+c_{2}{\text{e}}^{2}H(k,2)+\cdots +c_{n}{\text{e}}^{n}H(k,n).}
Per completare la dimostrazione basta dunque mostrare che per {\displaystyle k} sufficientemente grande
{\displaystyle {\frac {P_{1}(k)}{k!}}}
è un intero non-nullo mentre 
{\displaystyle {\frac {P_{2}(k)}{k!}}}
non è intero, in quanto tali fatti sono in contraddizione con l'equazione 
{\displaystyle P_{1}(k)+P_{2}(k)=0.}
Il fatto che il primo numero sia un intero risulta dall'identità
{\displaystyle \int _{0}^{+\infty }x^{j}{\text{e}}^{-x}\,{\text{d}}x=j!}
che è valida per ogni intero positivo {\displaystyle j} e può essere dimostrata per induzione usando l'integrazione per parti.
Per mostrare che per {\displaystyle k} sufficientemente grande il secondo numero non è intero, è sufficiente provare che {\displaystyle \exists k_{0}\;:\;\forall k>k_{0}} si ha
{\displaystyle 0<\left|{\frac {P_{2}(k)}{k!}}\right|<1.}
A questo scopo, notiamo dapprima che
{\displaystyle x^{k}[(x-1)(x-2)\cdots (x-n)]^{k+1}{\text{e}}^{-x}}
è il prodotto delle funzioni 
{\displaystyle [x(x-1)(x-2)\cdots (x-n)]^{k}\quad }e{\displaystyle \quad (x-1)(x-2)\cdots (x-n){\text{e}}^{-x}.}
Osserviamo poi che, se denotiamo rispettivamente con {\displaystyle R} e {\displaystyle S} i massimi di 
{\displaystyle |x(x-1)(x-2)\cdots (x-n)|,\quad |(x-1)(x-2)\cdots (x-n){\text{e}}^{-x}|}
sull'intervallo {\displaystyle [0,n]}, si ha
{\displaystyle |P_{2}(k)|\leq |c_{1}|{\text{e}}SR^{k}+|c_{2}|2{\text{e}}^{2}SR^{k}+\cdots +|c_{n}|n{\text{e}}^{n}SR^{k}\leq TR^{k}}
per un'opportuna costante {\displaystyle T}. Di conseguenza 
{\displaystyle \lim _{k\to +\infty }\left|{\frac {P_{2}(k)}{k!}}\right|\leq \lim _{k\to +\infty }{\frac {TR^{k}}{k!}}=0}
e dunque 
{\displaystyle \lim _{k\to +\infty }{\frac {P_{2}(k)}{k!}}=0.}
Quindi, per la definizione di limite, {\displaystyle \exists k_{0}\,:\,\forall k>k_{0}} risulta
{\displaystyle \left|{\frac {P_{2}(k)}{k!}}\right|<1.}
Per concludere la dimostrazione basta quindi mostrare che questo numero è diverso da zero, e ciò segue dalla minimalità di {\displaystyle n} in quanto {\displaystyle \forall k} risulta {\displaystyle H(k,n)\neq 0}.
Una strategia simile, differente dall'approccio originale di Lindemann, può essere usata per mostrare che π è trascendente.